# Irak en los Juegos Paralímpicos de Atenas 2004
Irak estuvo representado en los Juegos Paralímpicos de Atenas 2004 por ocho deportistas masculinos.

## Medallistas
El equipo paralímpico iraquí obtuvo las siguientes medallas:
| Nombre     | Deporte                   | Evento             |
| ---------- | ------------------------- | ------------------ |
| Oro        |                           |                    |
| Faris Abed | Levantamiento de potencia | +100 kg masculino  |
| Plata      |                           |                    |
| —          |                           |                    |
| Bronce     |                           |                    |
| Tair Husin | Levantamiento de potencia | –82,5 kg masculino |